# Grupo Lince
El Grupo Lince (oficialmente Unidad de Operaciones Tácticas Motorizada LINCE) es una unidad de operaciones especiales de la Policía Nacional del Paraguay, creada en 2017. Su principal característica es la formación en técnicas avanzadas de conducción de motocicletas de altas cilindradas y la capacidad de realizar intervenciones rápidas. La unidad se enfoca en identificar patrones de comportamiento sospechosos y actuar de manera eficiente en situaciones de alto riesgo.
Los efectivos de Lince patrullan en motocicletas para prevenir delitos, y tienen las mismas atribuciones que otros policías, según la Constitución y la ley. No son una agrupación independiente, sino una especialidad dentro de la Policía Nacional.

## Creación y contexto
El Grupo Lince fue creado durante el gobierno de Horacio Cartes como una unidad especializada de intervención rápida, en respuesta al aumento de la percepción ciudadana de inseguridad. Su misión principal es la prevención del delito y la actuación en situaciones de alto riesgo. Los agentes patrullan en motocicletas de alta cilindrada, movilizándose con agilidad, especialmente en horarios nocturnos. Están entrenados en el reconocimiento de patrones de conducta asociados a la actividad delictiva y están autorizados a realizar intervenciones preventivas ante personas o situaciones que consideren sospechosas. El acto de egreso del primer contingente de agentes se llevó a cabo el 26 de abril de 2017 y comenzó a operar el 2 de mayo del mismo año.

## Modernización y adquisiciones
En un esfuerzo por modernizar sus operaciones, el Grupo Lince ha recibido apoyo, tanto a nivel nacional como internacional. En diciembre de 2023, el gobierno de la República de China donó 600 motocicletas de 700 cilindradas, equipadas con sirenas y protectores, destinadas a fortalecer las capacidades operativas de la unidad en la lucha contra el crimen organizado. En mayo de 2024, se adjudicó un contrato por valor de USD 1.43 millones para la provisión de 100 motocicletas equipadas para los agentes del Grupo Lince, con el objetivo de mejorar la movilidad y eficacia de la unidad en sus operaciones diarias. Previamente, en julio de 2017, en el marco de un convenio de cooperación, la Entidad Binacional Yacyretá (EBY) donó al Grupo Lince 150 motocicletas de la marca KTM (de origen austriaco), de 690 cilindradas, y 30 motocicletas de 400 cilindradas, con el propósito de optimizar las operaciones motorizadas de la unidad. En 2022, la EBY entregó equipos de protección a los agentes, incluyendo 125 cascos, chalecos antibalas, chalecos tácticos, coderas, rodilleras, perneras y guantes, con una inversión de 736 millones de guaraníes, siendo la primera parte del aporte previsto, con más suministros como pistolas de 9 mm aún por ser entregados.

## Expansión geográfica y reforzamiento
Desde su creación, el Grupo Lince ha experimentado un crecimiento en términos de personal y cobertura geográfica. Inicialmente compuesto por un número reducido de agentes, la unidad ha ampliado su presencia a diversas regiones del país, incluyendo cabeceras departamentales y principales centros urbanos. Esta expansión ha sido parte de una estrategia para mejorar la seguridad y responder eficazmente a las necesidades de la ciudadanía.
Debido al aumento de la delincuencia en el Departamento Central, ha ampliado su presencia a diversas ciudades de la región, con el objetivo de intensificar las acciones contra robos y asaltos, buscando una cobertura más amplia y efectiva en la lucha contra la criminalidad. En agosto de 2023, el Grupo Lince participó en la ceremonia de traspaso de mando presidencial implementando un dispositivo de seguridad integral en Asunción, con el objetivo de garantizar la seguridad.
Con la asunción del presidente de Paraguay, Santiago Peña en 2023, el jefe del Grupo Lince, Gustavo Ruiz Díaz, ha enfatizado la importancia de reforzar el compromiso con la seguridad, designando nuevas autoridades con la tarea de fortalecer la presencia y eficacia de la unidad, con el objetivo de triplicar la cantidad de agentes y mejorar la cobertura en todo el territorio nacional.
En 2024, el Grupo Lince comenzó a expandir su presencia en el Departamento de Misiones con la instalación de un cuartel, como parte de un esfuerzo por mejorar la seguridad en la región. Esta expansión se suma a un proyecto más amplio impulsado por el gobierno nacional para aumentar la cantidad de efectivos en zonas estratégicas del país. Asimismo, se asignaron ocho nuevos agentes a la zona de las Colonias Unidas, en el Departamento de Itapúa, para reforzar la acción preventiva contra el crimen.

## Desafíos y pérdidas humanas
A lo largo de su existencia, el Grupo Lince ha enfrentado situaciones que han puesto a prueba la seguridad de sus agentes, resultando en tragedias. En diciembre de 2023, durante una intervención en la Penitenciaría Nacional de Tacumbú, un agente del Grupo Lince recibió un disparo en la cabeza y falleció.
En febrero de 2024, un agente del Grupo Lince fue víctima de un intento de asalto mientras estaba fuera de servicio. Durante el incidente, el agente disparó en defensa propia, resultando en la muerte de uno de los asaltantes.
En junio de 2024, el suboficial Óscar Duarte perdió la vida debido a una herida de bala en la cabeza durante un incidente aún bajo investigación.

## Formación y selección de agentes
Previo al ingreso al Grupo Lince, los aspirantes deben ser egresados de la Academia Nacional de Policía (cuatro años) o del Colegio de Policía (dos años). Para ingresar a estas instituciones, se requiere tener entre 17 y 22 años en el caso de la Academia, y entre 18 y 23 años en el caso del Colegio. Para postular al Grupo Lince, los candidatos deben tener entre 22 y 25 años de edad, aunque el límite puede extenderse hasta los 27 en determinados casos. Además, deben superar evaluaciones físicas, psicológicas e intelectuales, y completar un curso práctico de cinco meses basado en el programa de entrenamiento de la Policía Nacional de Panamá.
El Grupo Lince realiza anualmente el Curso de Operaciones Especiales Motorizadas para la formación de nuevos integrantes. En la edición de 2023, un total de 253 agentes recientemente incorporados a la Policía Nacional del Paraguay participaron de esta capacitación, que tuvo una duración de tres meses (600 horas reloj) y se desarrolló en la base de la Dirección de Operaciones Tácticas Motorizadas (DOTM).

## Controversias
El Grupo Lince inicialmente fue bien recibido por la ciudadanía, pero con el tiempo su imagen se ha visto afectada por varios factores, incluyendo críticas sobre su eficacia y la necesidad de replantear sus estrategias tácticas. Algunas denuncias señalan actos de agresión, abuso de autoridad y procedimientos arbitrarios, como la solicitud de cédula de identidad sin justificación legal clara. El trato que reciben los transeúntes, especialmente aquellos con características físicas que algunos agentes consideran sospechosas, como el color de piel o la presencia de tatuajes, ha sido criticado. En este contexto, ha habido acusaciones de discriminación y abuso. La Policía Nacional de Paraguay, a través de una de sus comisarias, Elisa Ledesma, defiende la labor del Grupo Lince, argumentando que las solicitudes de identificación están amparadas por la ley. Organizaciones como la Coordinadora de Derechos Humanos del Paraguay (Codehupy) han cuestionado la aplicación de dichas medidas, afirmando que no existe una norma que obligue a los ciudadanos a portar la cédula de identidad en todo momento, ni que justifique la detención sin una causa legítima.